# Лемраде
Лемраде (њем. Lehmrade) општина је у њемачкој савезној држави Шлезвиг-Холштајн. Једно је од 131 општинског средишта округа Херцогтум Лауенбург. Према процјени из 2010. у општини је живјело 465 становника. Посједује регионалну шифру (AGS) 1053084.

## Географски и демографски подаци
Лемраде се налази у савезној држави Шлезвиг-Холштајн у округу Херцогтум Лауенбург. Општина се налази на надморској висини од 31 метра. Површина општине износи 11,4 km². У самом мјесту је, према процјени из 2010. године, живјело 465 становника. Просјечна густина становништва износи 41 становника/km².